# وجود الفطريات في الدم
وجود الفطريات في الدم هو وجود الفطريات أو الخميرة في الدم. النوع الأكثر شيوعًا، والمعروف أيضًا باسم داء المبيضات أو داء المبيضات الجهازي، يحدث بسبب أنواع المبيضات. كما تعد داء المبيضات من بين أكثر أنواع عدوى مجرى الدم شيوعًا من أي نوع. كما يمكن أن يشير المصطلح أيضًا إلى العدوى بالفطريات الأخرى، بما في ذلك السكيري، والرشاشية (كما هو الحال في داء الرشاشيات، وتسمى أيضًا الرشاشيات الغازية) والمستخفية. يُرى بشكل شائع في المرضى الذين يعانون من كبت المناعة أو نقص المناعة مع نقص الخلايا المتعادلة الشديد، أو مرضى السرطان، أو في المرضى الذين لديهم قسطرة وريدية. وقد اقترح أن المرضى ذوي المناعة الكافية الذين يتناولون إنفليكسيماب قد يكونون أيضًا أكثر عرضة للخطر.
التشخيص صعب، حيث أن مزارع الدم الروتينية لها حساسية ضعيفة.